# Takashi Koizumi
Takashi Koizumi (jap. 小泉 堯史 Koizumi Takashi; ur. 6 listopada 1944 w Mito, w prefekturze Ibaraki) – japoński reżyser, wieloletni asystent Akiry Kurosawy.
Studiował w Tokijskim Instytucie Politechniki i Fotografii, następnie zaś na Uniwersytecie Waseda.
Ponad 25 lat współpracował z Kurosawą, jako operator, a następnie jego asystent. Po jego śmierci, podjął się pracy nad Ame agaru (Po deszczu). Jest to film, do którego Akira Kurosawa napisał scenariusz i zamierzał wyreżyserować, jednak na kilka tygodni przed rozpoczęciem zdjęć zmarł. Film ukazał się na ekranach w 1999 roku i jest pierwszym filmem fabularnym, który Takeshi Koizumi wyreżyserował samodzielnie.

## Filmografia
- jako asystent reżysera:
  - 1980 Kagemusha
  - 1985 Ran
  - 1990 Sny (Yume)
  - 1991 Rhapsody in August
  - 1993 Madadayo

- jako reżyser
  - 1999 Ame agaru
  - 2002 A Letter from the Mountain